# كعيكة برقائق الشوكولاتة

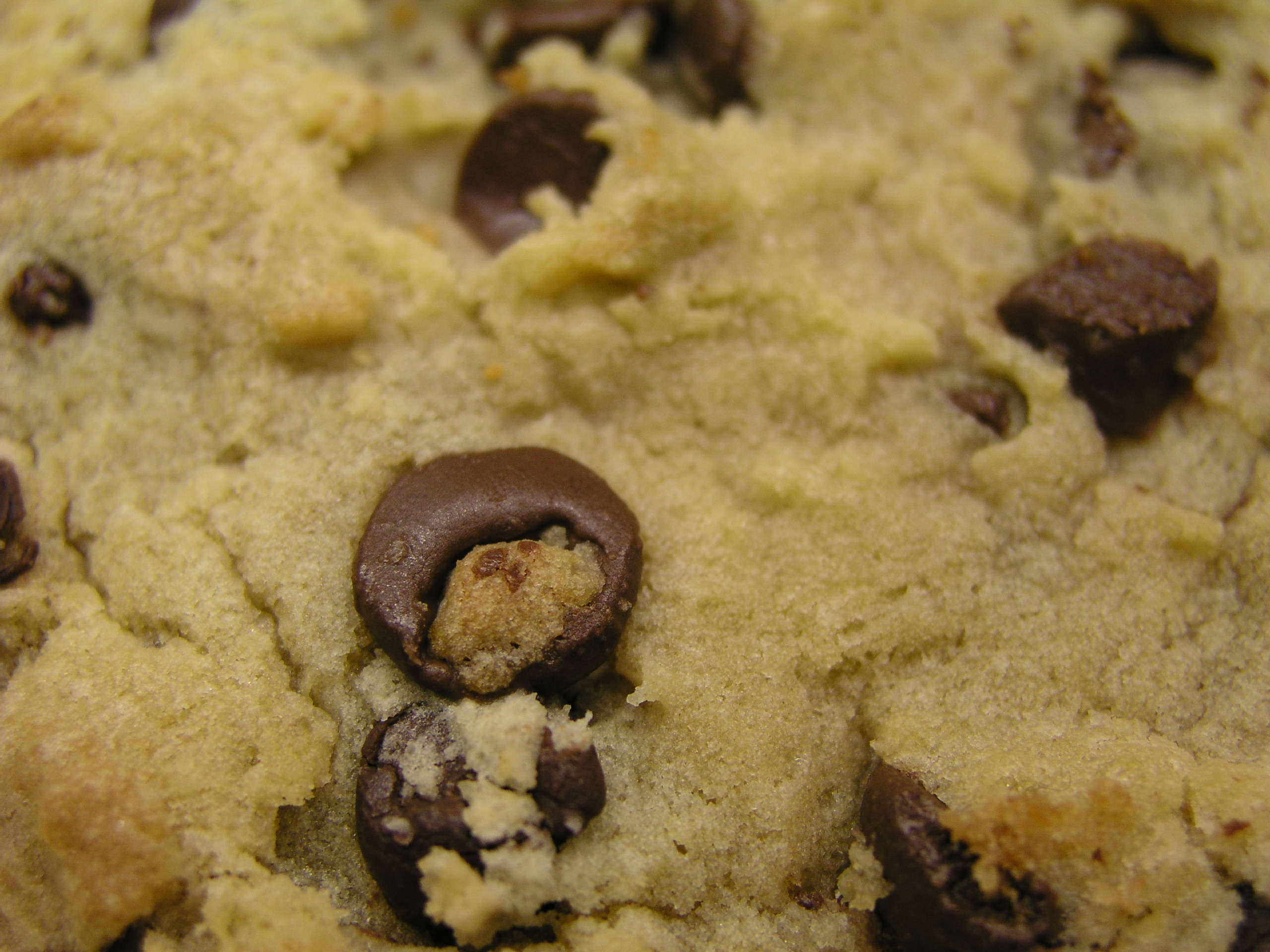
نظرة عن قرب تظهر ملمس الكعيكات برقائق الشوكولاتة.

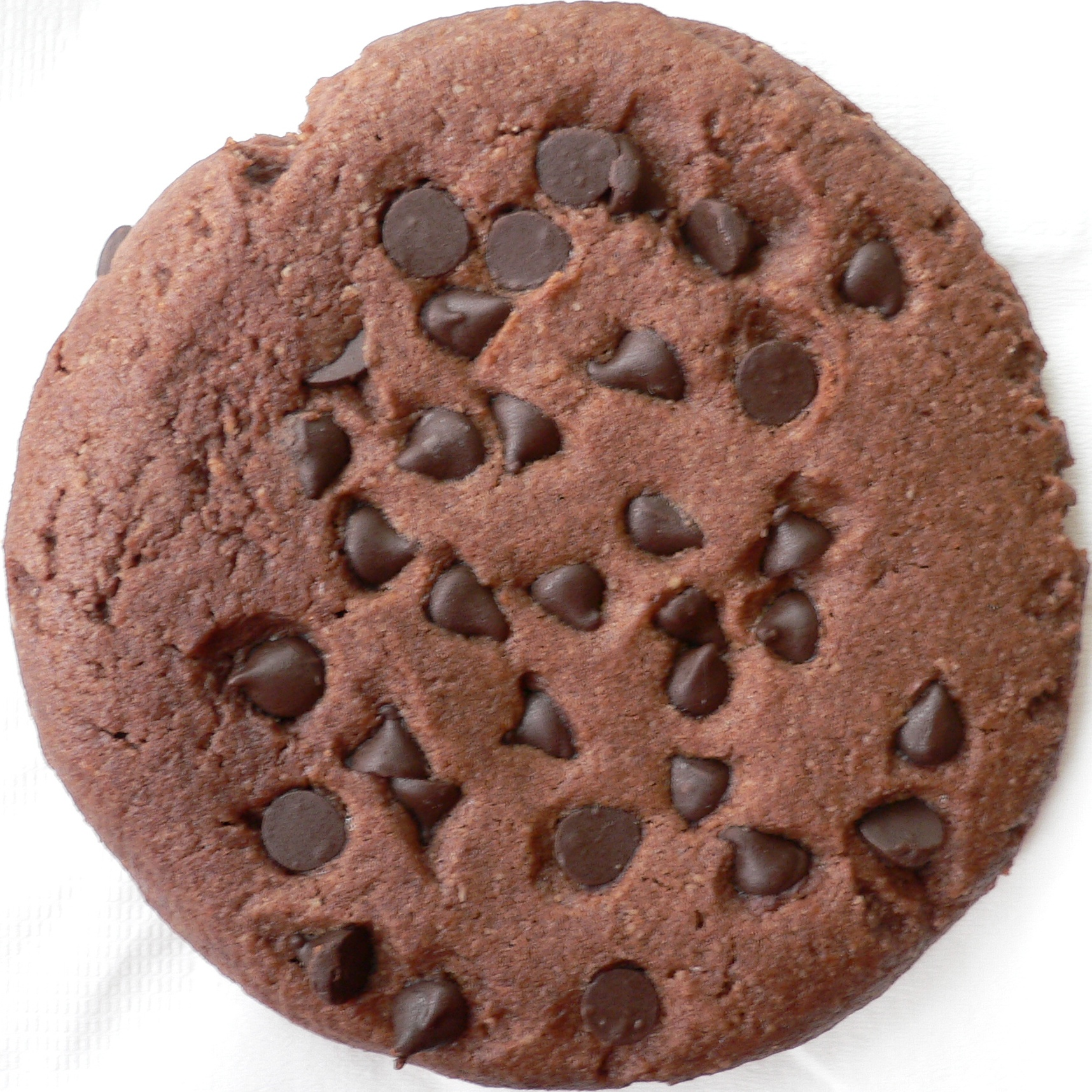
الكعيكات برقائق الشوكولاتة بعجينة الشوكولاتة

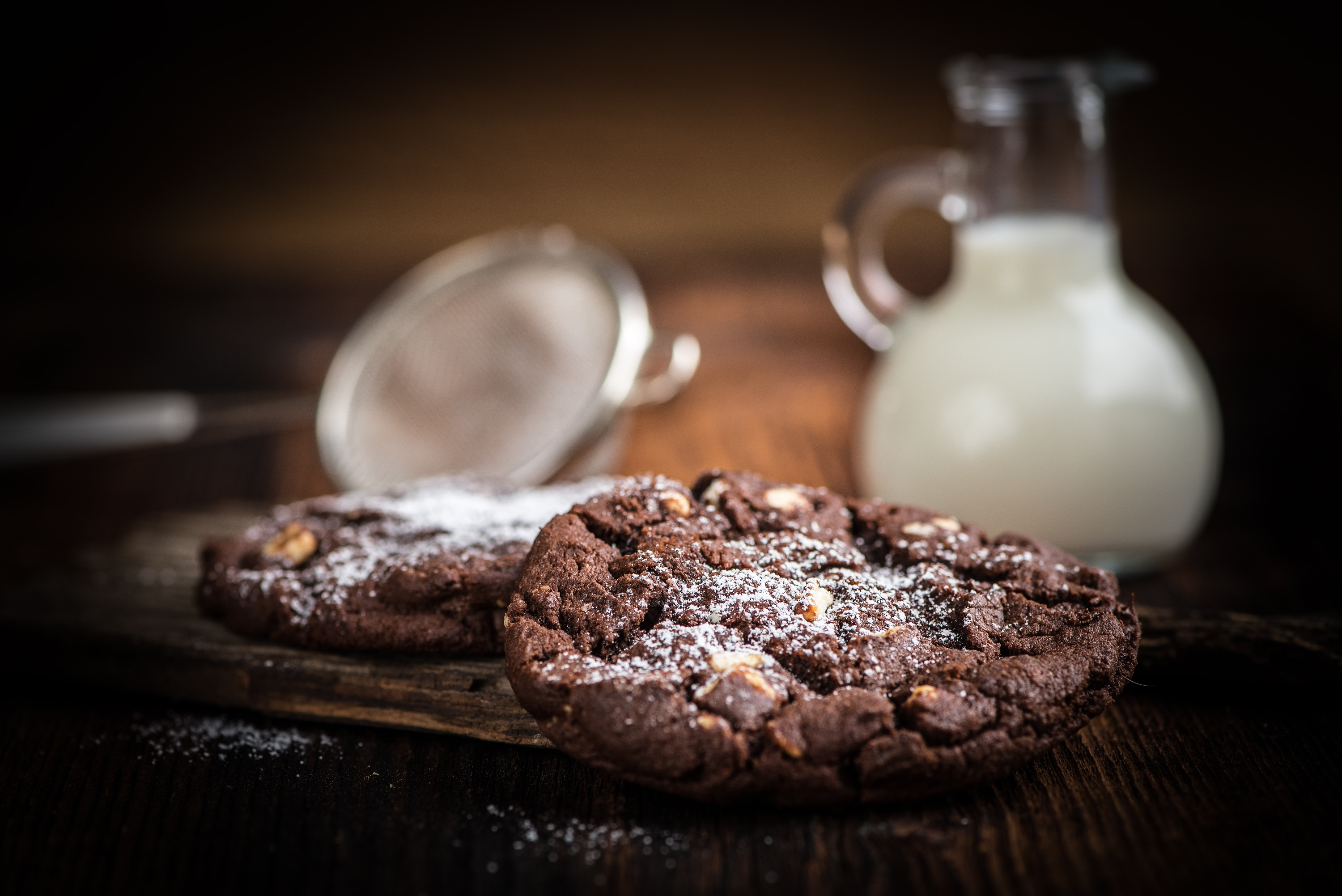
الكعيكات برقائق الشوكولاتة و التي اعدت بعجينة الشوكولاتة مغطاه بمسحوق السكر و مقدمة مع الحليب.

الكعيكات برقائق الشوكولاتة أو كعك الكعيكات هي أقراص دائرية من البسكويت بدأت في الولايات المتحدة وتحتوي على رقائق الشوكولاتة (فتات صغيرة من الشوكولاتة المحلاة) وهي المكون الذي يميز الكعيكات. في حوالي عام 1938، أضافت روث غرافس واكيفيلد قطع صغيرة من شوكولاتة نستله نصف محلاه إلى الكعيكات
تجمع الوصفة التقليدية عجين مكوّن من الزبدة والسكر البني والأبيض ورقائق الشوكولاتة نصف محلاه وفانيليا. وتشمل الاختلافات وصفات مع أنواع أخرى من الشوكولاتة وكذلك مكونات إضافية مثل المكسرات أو دقيق الشوفان. هناك أيضا وصفات نباتية مع بدائل للمكونات مثل رقائق الشوكولاتة النباتية، والسمن النباتي، وما إلى ذلك.

## اختراع
وقد اخترعت الشيف الأمريكية روث غرافس واكيفيلد والشيف سو برايدز في عام 1938 الكعيكات برقائق الشوكولاتة. اخترعت الوصفة خلال الفترة عندما كانت تمتلك مطعم تول هاوس ان (Toll House Inn)، في ويتمان، ماساتشوستس. في هذا العصر، كان تول هاوس ان (Toll House Inn) مطعمًا شعبيًا يتميز بالطهي المنزلي. وغالبًا ما ابلغ بشكل غير صحيح أنها طورت الكعيكات برقائق الشوكولاتة بالخطأ، وأنها تتوقع أن قطع الشوكولاتة ستذوب لصنع الكعيكات بالشوكولاتة. في الواقع، ذكرت أنها اخترعت عن قصد الكعيكات. وقالت: «لقد كنا نقدم الكعيكات الرقيقة بالمكسرات مع الآيس كريم. كان الجميع يحبونه، لكنني كنت أحاول أن أقدم لهم شيئًا مختلفًا. لذلك توصلت إلى تول هاوس كوكيز». أضافت قطع صغيرة من شوكولاتة نستله نصف محلاه إلى الكعيكات. تسمى الوصفة الأصلية في كتاب تول هاوس ترايد اند ترو ريسبيذ (Toll House Tried and True Recipes) باسم«تول هاوس كوكيز المقرمشة بالشوكولاتة».

## فيما بعد
نشرت M. Barrows & Company الكتاب الخاص واكيفيلد وهو تول هاوس ترايد اند ترو ريسبيذ (Toll House Tried and True Recipes) في نيويورك عام 1938. كانت طبعة عام 1938 من كتاب الطهي هي الأولى التي تتضمن وصفة «تول هاوس كوكيز بالشوكولاتة» التي أصبحت بشكل سريع الكعيكات المفضلة في المنازل الأمريكية..
خلال الحرب العالمية الثانية، تشارك الجنود منماساتشوستس الذين كانوا متمركزين في الخارج، الكعيكات التي تلقوها من مجموعات الرعاية في بلادهم مع جنود من مناطق أخرى في الولايات المتحدة. بعد فترة وجيزة، كان مئات الجنود يكتبون إلى عائلاتهم طالبين منهم إرسال بعض من تول هاوس كوكيز، وسرعان ما غمرت واكيفيلد برسائل من جميع أنحاء العالم تطلب وصفتها. وهكذا بدأ الجنون على مستوى البلاد بشأن الكعيكات برقائق الشوكولاتة. أُجلبت وصفة الكعيكات برقائق الشوكولاتة إلى المملكة المتحدة في عام 1956، مع ميريلاند كوكيز وهي واحدة من أفضل الكعيكات برقائق الشوكولاتة مبيعًا في المملكة المتحدة.

### تسويق نستله
تحتوي كل عبوة من رقائق شوكولاتة نستله التي تباع في أمريكا الشمالية على بديل (الزبدة مقابل السمن والذي يعد الآن امر اختياري) من وصفتها الأصلية المطبوعة خلف العبوة.
انتقل استخدام الوصفة الأصلية إلى ابنة سو برايدز. في مقابلة عام 2017، شاركت الوصفة الأصلية وهي:
- 1 1/2 كوب (350 مل) الزبدة أو السمن
- 1 1/8 كوب (265 مل) من السكر
- 1 1/8 كوب (265 مل) من السكر البني
- 3 بيضات
- 1 1/2 ملعقة صغيرة (7.5 جم) من الملح

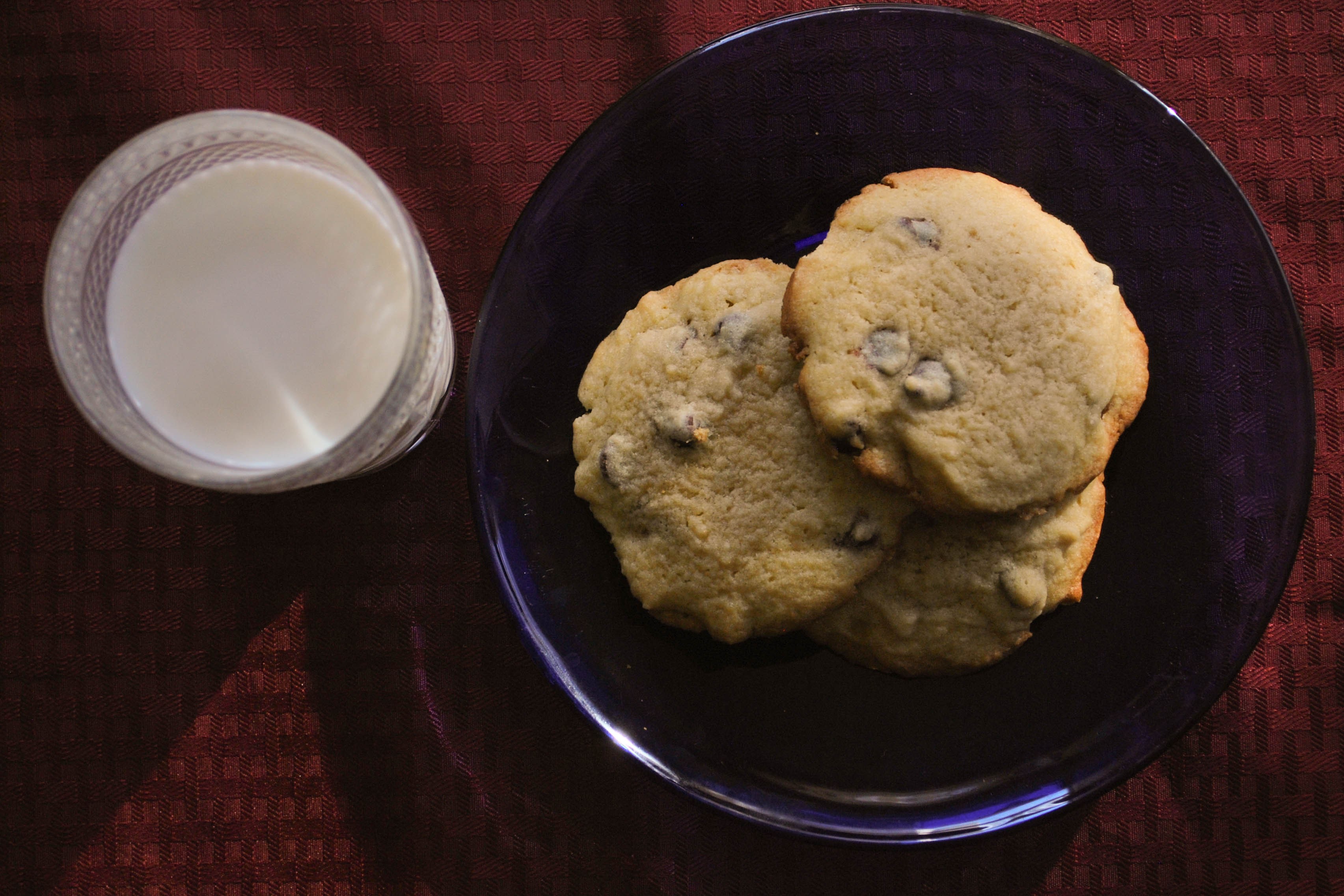
تقدم الكعيكات برقائق الشوكولاتة مع كوب من الحليب. تعزز جسيمات الدهون في الحليب من الشعور بمذاق السكر الموجود في الكعيكات مما يعطى مذاقًا رائعًا.

- 3 1/8 أكواب (750 مل) من الطحين
- 1 1/2 ملعقة صغيرة (7.5 جم) من الماء الساخن
- 1 1/2 ملعقة صغيرة (7.5 جم) من صودا الخبز
- 1 1/2 ملعقة صغيرة (7.5 جم) الفانيليا
- رقائق الشوكولاتة

[يحدد كتاب الطهى تول هاوس ترايد اند ترو ريسبيذ " Tried and True Recipes " قطعتين (7 أوقية). من الشوكولاتة نستله التي عبوتها صفراء، وهي نصف محلاه، التي قُطعت بحجم حبة البازلاء."]

### في الوقت الحاضر
على الرغم من أن وصفة نستله تول هاوس معروفة على نطاق واسع، كل نوع من رقائق الشوكولاتة، أو «قطع الشوكولاتة نصف محلاة» في نستله تباع في الولايات المتحدة وكندا، يحمل وصفة مختلفة من الكعيكات برقائق الشوكولاتة على العبوة. تحتوي تقريبا كل كتب الطهى للخبز على نوع واحد على الأقل من الوصفة.
من الناحية العملية، تقدم جميع المخابز التجارية الكعيكات الخاصة بهم في أشكال مخبوزة أو جاهزة للخبز. هناك على الأقل ثلاث سلاسل وطنية (الولايات المتحدة / أمريكا الشمالية) تبيع الكعيكات برقائق الشوكولاتة المخبوزة طازجة فيمراكز التسوق ومواقع البيع بالتجزئة المستقلة. تقدم العديد من الشركات - بما في ذلك فنادق دوبل تري (Doubletree) - الكعيكات المخبوزة الطازجة للعملاء لتمييز أنفسهم عن منافسيهم.
لتكريم اختراع الكعيكات في الولاية، في 9 يوليو 1997، صُنفت ماساتشوستس التي تعرف بالكعيكات برقائق الشوكولاتة أنها الولاية الرسمية للكعيكات، بعد أن اقتُرح ذلك من الصف الثالث من سومرست، ماساتشوستس.

## المكونات والبدائل

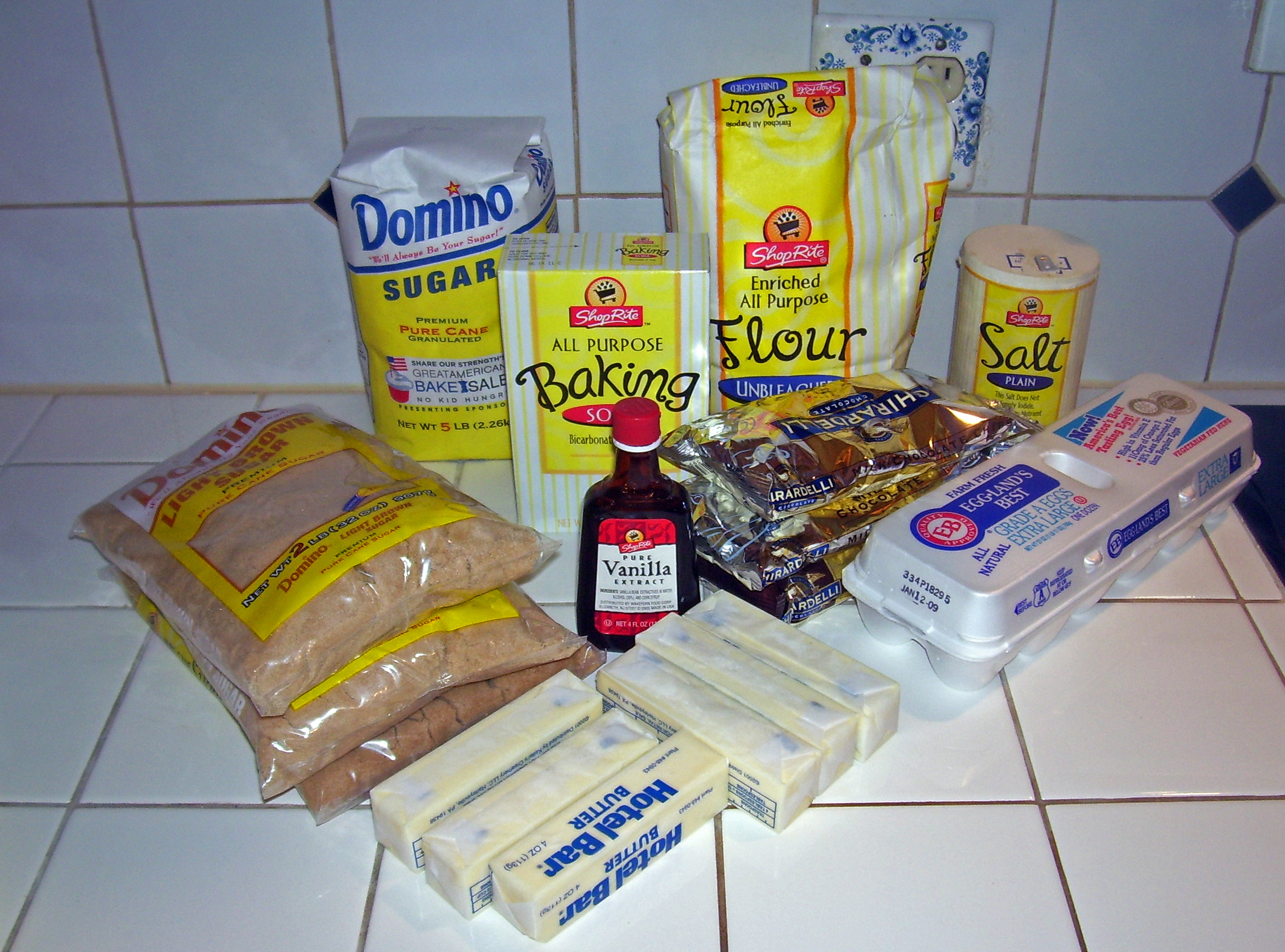
المكونات الاساسية للكعيكات برقائق الشوكولاتة

عادة ما تُصنع الكعيكات برقائق الشيكولاتة من سكر أبيض وسكر بني والطحين وكمية صغيرة من الملح وبيض وعامل تخمير مثل البيكنج باودر والدهون، وعادة ما تكون الزبدة أو السمن وخلاصة الفانيليا وقطع من شوكولاتة نصف محلاه. تشمل بعض الوصفات أيضًا الحليب أو المكسرات (مثل الجوز المفروم) في العجين.
اعتمادا على نسبة المكونات وأوقات الخلط والطهى، تُحسن بعض الوصفات لإنتاج الكعيكات الهاشة، بينما ينتج البعض الآخرالكعيكات المقرمشة. بغض النظر عن المكونات، فإن عملية صنع الكعيكات متسقة إلى حد ما في جميع الوصفات: أولا، تخفق السكريات والدهون، وعادة باستخدام ملعقة خشبية أو خلاط كهربائي. بعد ذلك، يُضاف البيض ومستخلص الفانيليا يليهما الدقيق وعامل تخمير.اعتمادا على النكهة الإضافية، سيُحدد إضافتها إلى المزيج حسب نوع النكهة المستخدمة: ستضاف زبدة الفول السوداني مع المكونات الرطبة في حين يضاف مسحوق الكاكاو مع المكونات الجافة. عادة ما تُخلط المكوّنات الأساسية مثل رقائق الشوكولاتة، والمكسرات في نهاية العملية لتقليل الكسر، قبل أن يٌقطيع الكعيكات ويوضع على قالب الكعيكات. تٌخبز معظم عجينة الكعيكات، على الرغم من أن البعض يأكلون العجين كما هو، أو يستخدمونه كإضافة إلى آيس كريم الفانيليا لصنع عجينة ايس كريم الكعيكات برقائق الشوكولاتة.
يعتمد ملمس الكعيكات برقائق الشوكولاتة بشكل كبير على الدهون ونوعها. أظهرت دراسة أجرتها جامعة ولاية كنساس أن بدائل الكربوهيدرات التي تحتوي على الدهون كانت أكثر عرضة لامتصاص المزيد من المياه، وترك كميات أقل من المياه للمساعدة في فرد الكعيكات أثناء الخبز مؤديا إلى إنتاج الكعيكات الأكثر نعومة ولكن غير قابلة للفرد.

### البدائل الشائعة

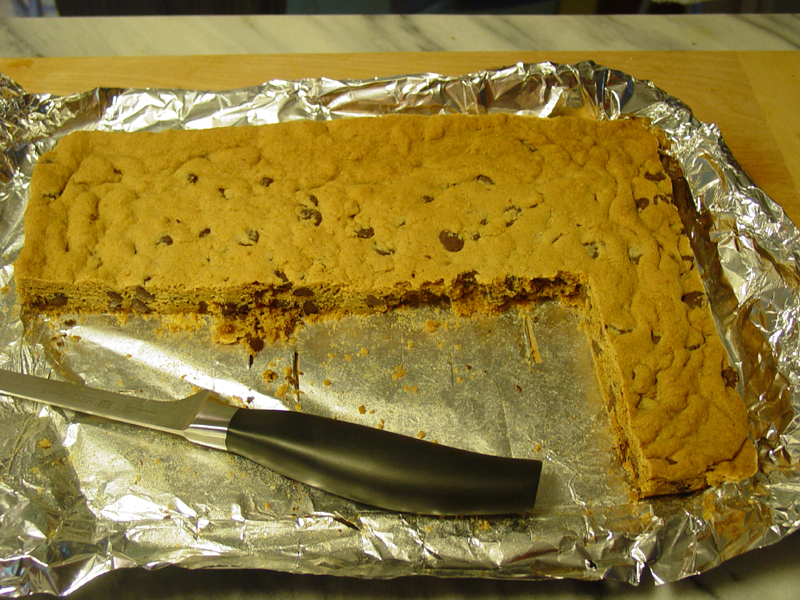
قالب الكعيكات برقائق الشوكولاتة

- تستبدل إم أند إم كوكيز (M&M cookie) أو بارتى كوكيز (party cookie) إم آند إمز برقائق الشوكولاتة. تستخدم هذة الوصفة في الأصل السمن باعتبارها من الدهون ولكنها استُحدثت لاستخدام الزبدة.[13]
- فإن كوكيز الشوكولاتة برقائق الشوكولاتة تُصنع من العجين الذي بنكهة الشوكولاتة وذلك بأضافة الكاكاو أو الشوكولاتة المذابة.[14] تتضمن البدائل لصنع الكعيكات استبدال الشوكولاتة البيضاء أو رقائق زبدة الفول السوداني برقائق الشوكولاتة. .[15][16]
- تحتوي الكعيكات برقائق المكاديميا على مكسرات المكاديميا ورقائق الشوكولاتة البيضاء.[17] وهي ما تشتهر به مخابزالسيدة فيلدز.
- تستبدل كوكيز زبدة الفول السودانى برقائق الشوكولاتة نكهة عجينة زبدة الفول السوداني بنكهة عجينة الفانيليا.
- تُخبز الكعيكات برقائق الشوكولاتة في صحن الخبز بدلًا من قوالب الكعيكات لصنع قالب من الكعيكات برقائق الشوكولاتة.
- هناك أشكال أخرى تشمل أحجام وأشكال مختلفة من رقائق الشوكولاتة، وكذلك رقائق الشوكولاتة الداكنة أوالشوكولاتة بالحليب. هذه التغييرات تؤدي إلى اختلافات في كل من النكهة والملمس.

## العلامات التجارية المشهورة
- Blue Chip Cookies
- Chips Ahoy! (شركة نابيسكو)
- Chips Deluxe (Keebler)
- Cookie Time
- The Decadent  [لغات أخرى]‏ (Loblaw)
- Famous Amos
- Maryland Cookies
- Mrs. Fields
- Otis Spunkmeyer
- Pepperidge Farm

## معرض الصور

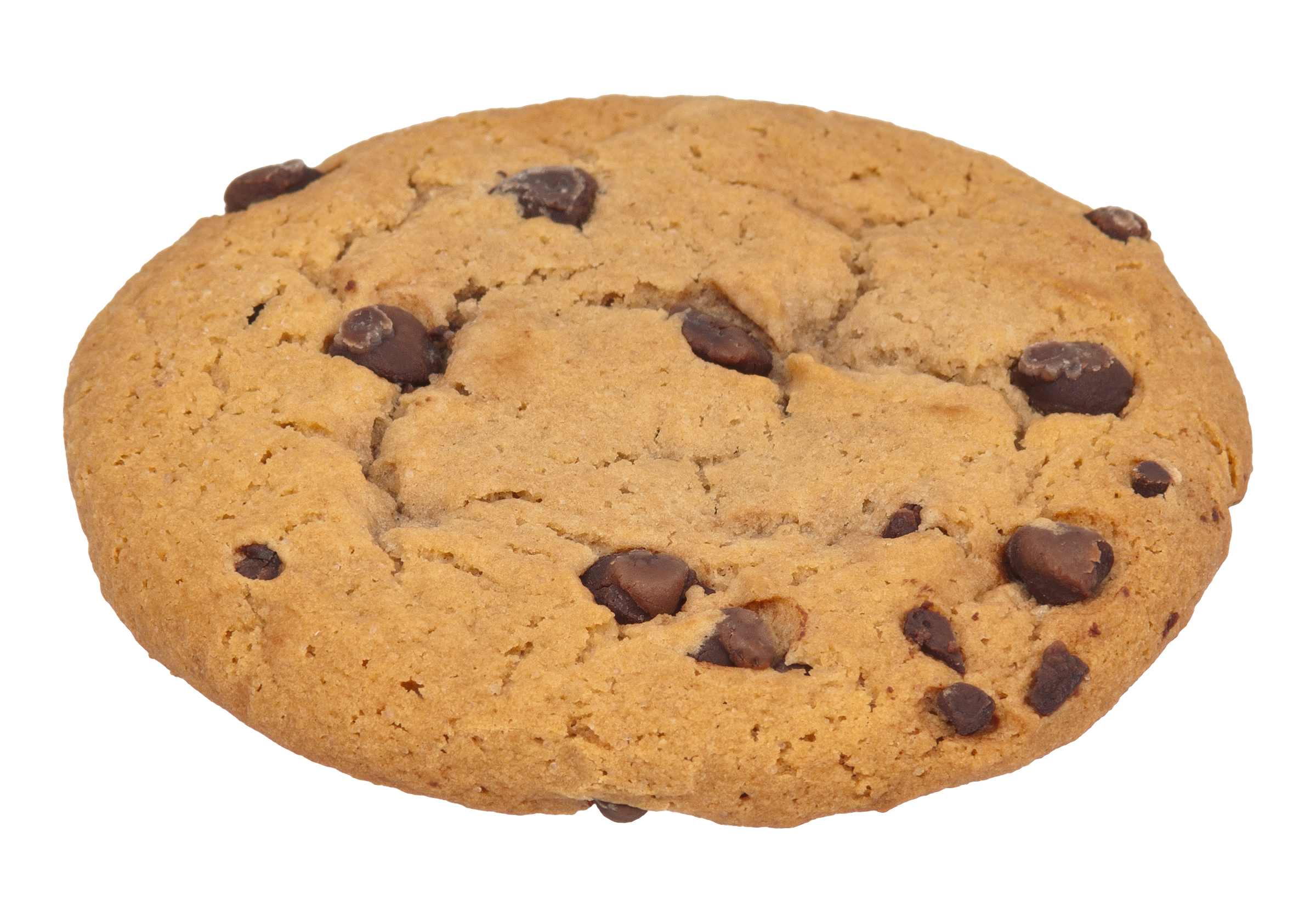
الكعيكات برقائق الشوكولاتة
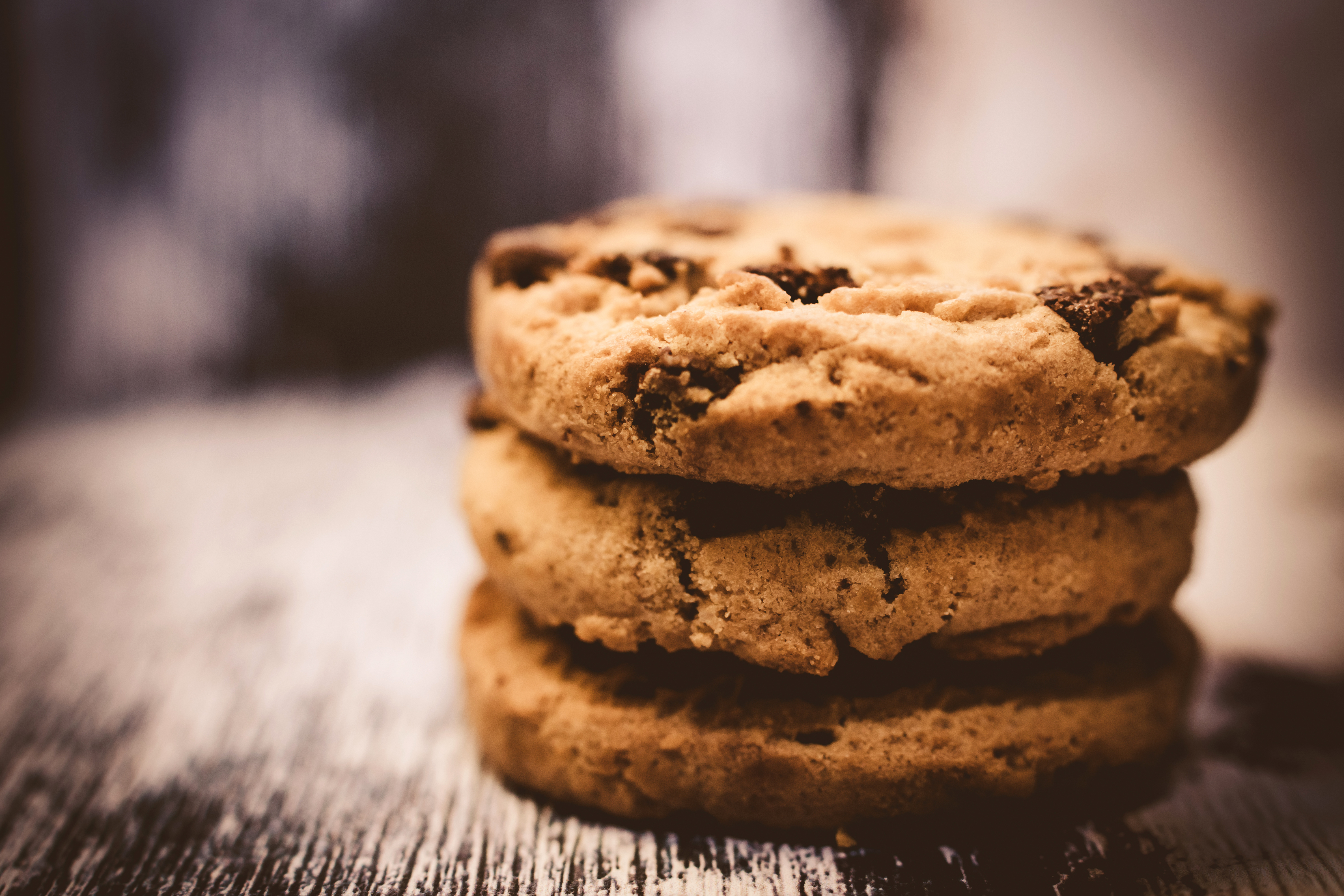
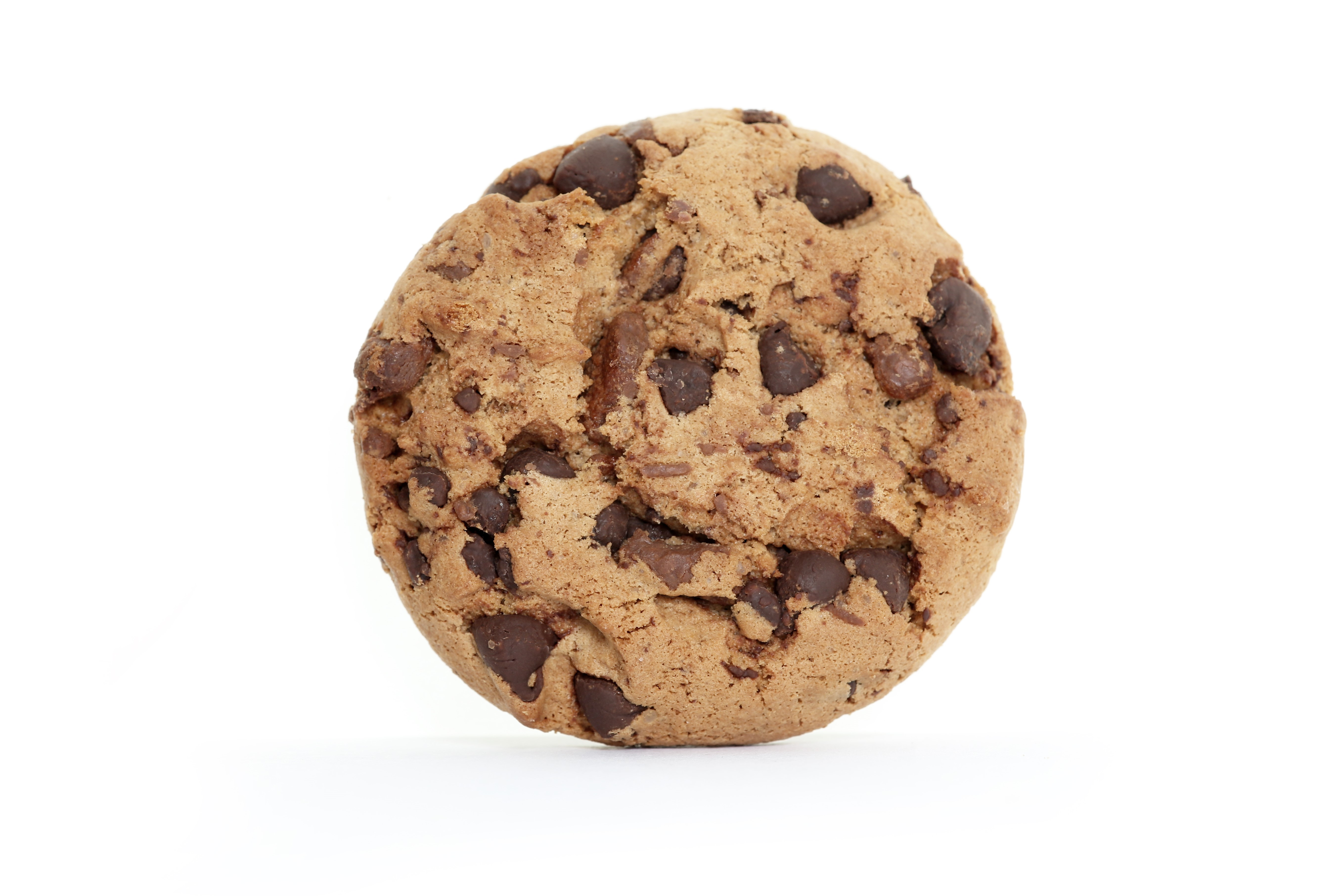
الكعيكات برقائق الشوكولاتة
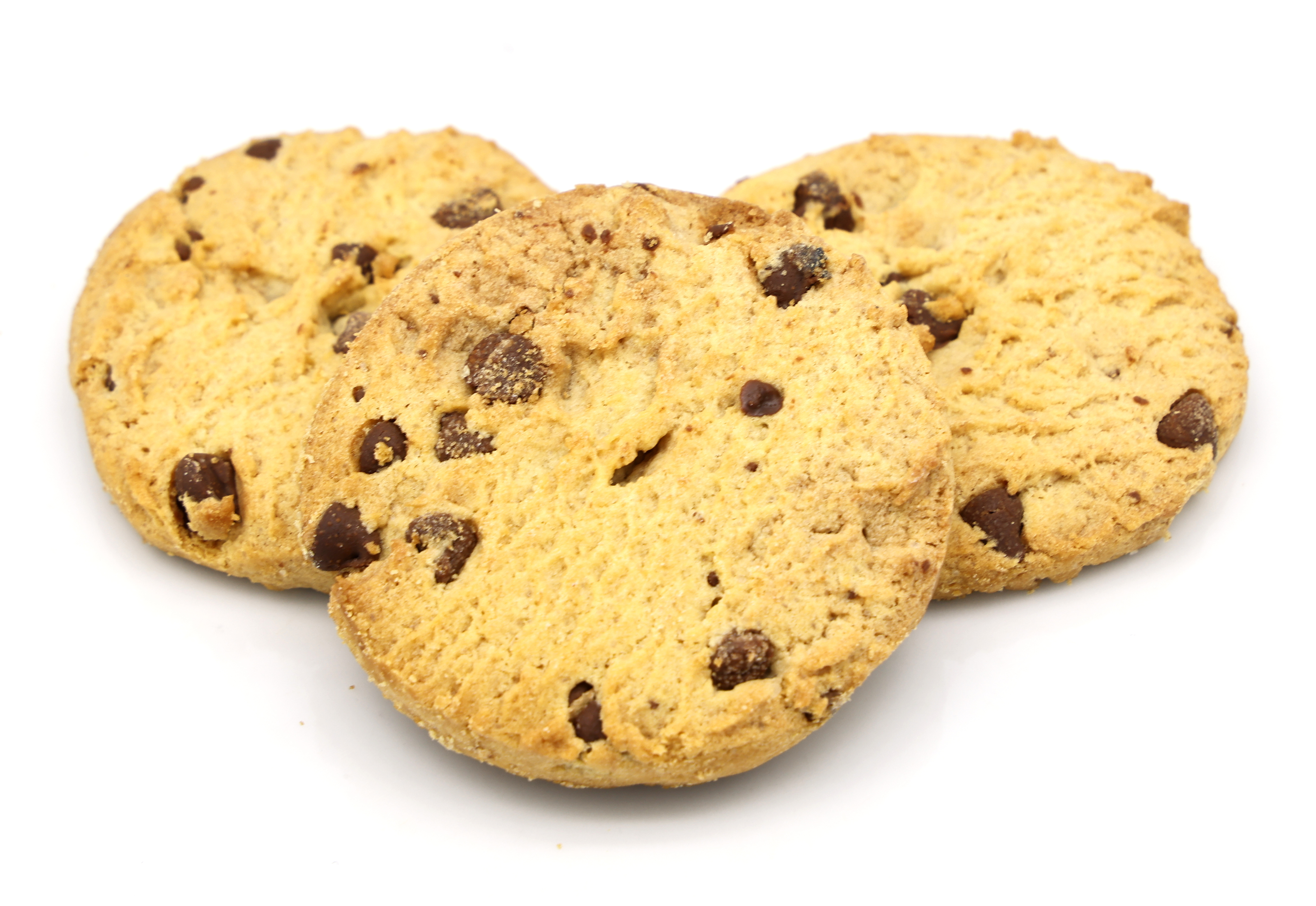
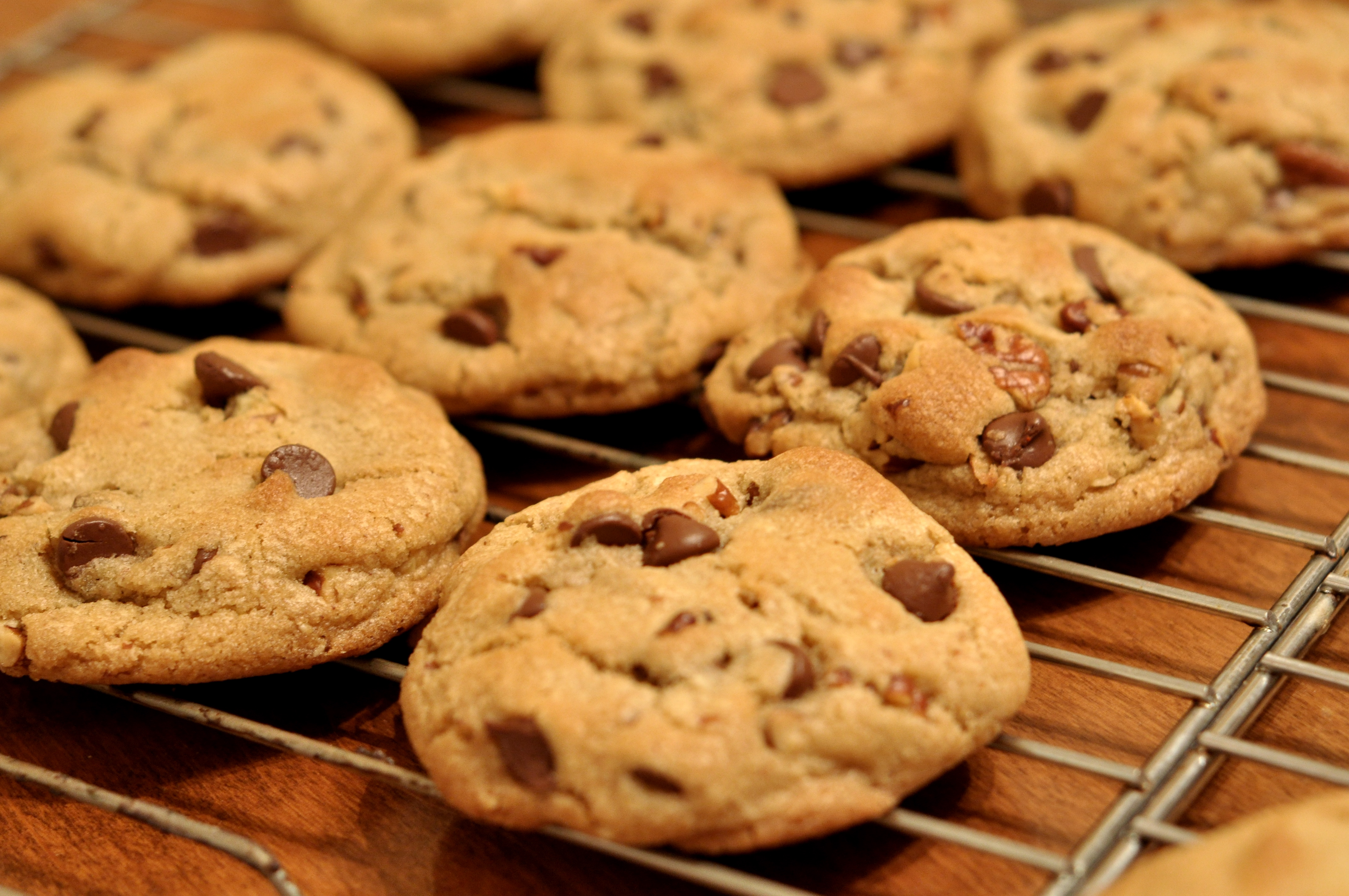
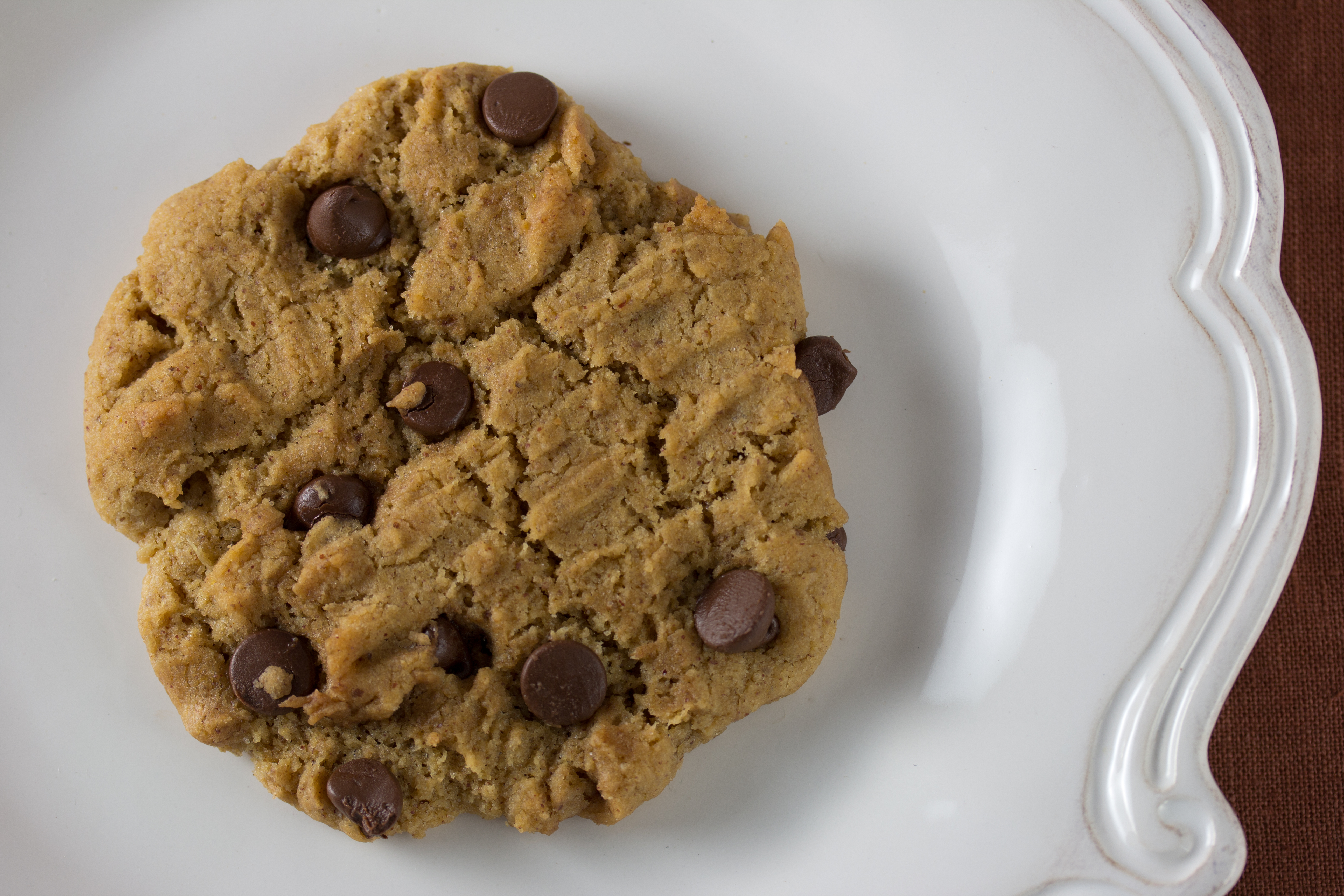
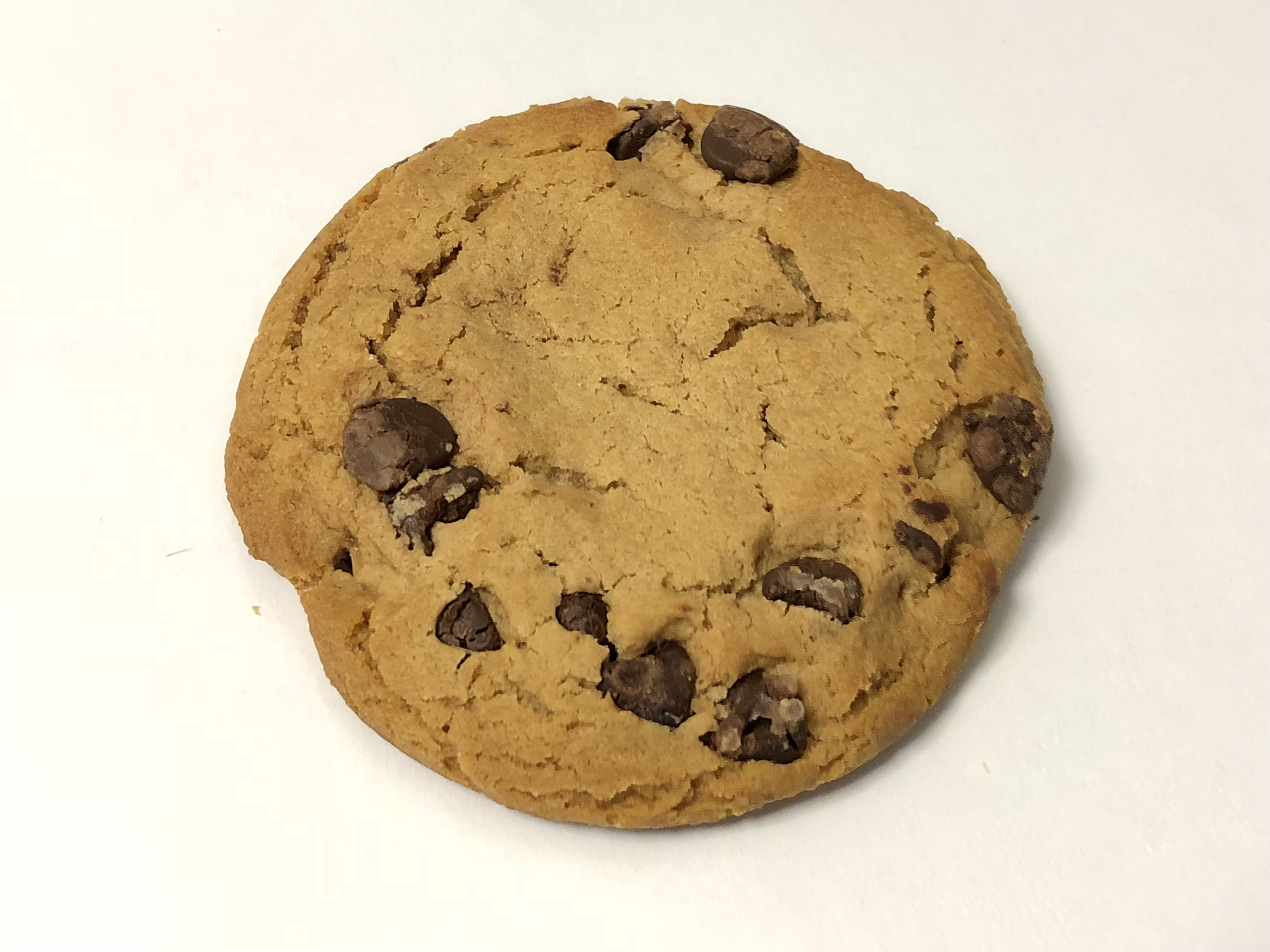
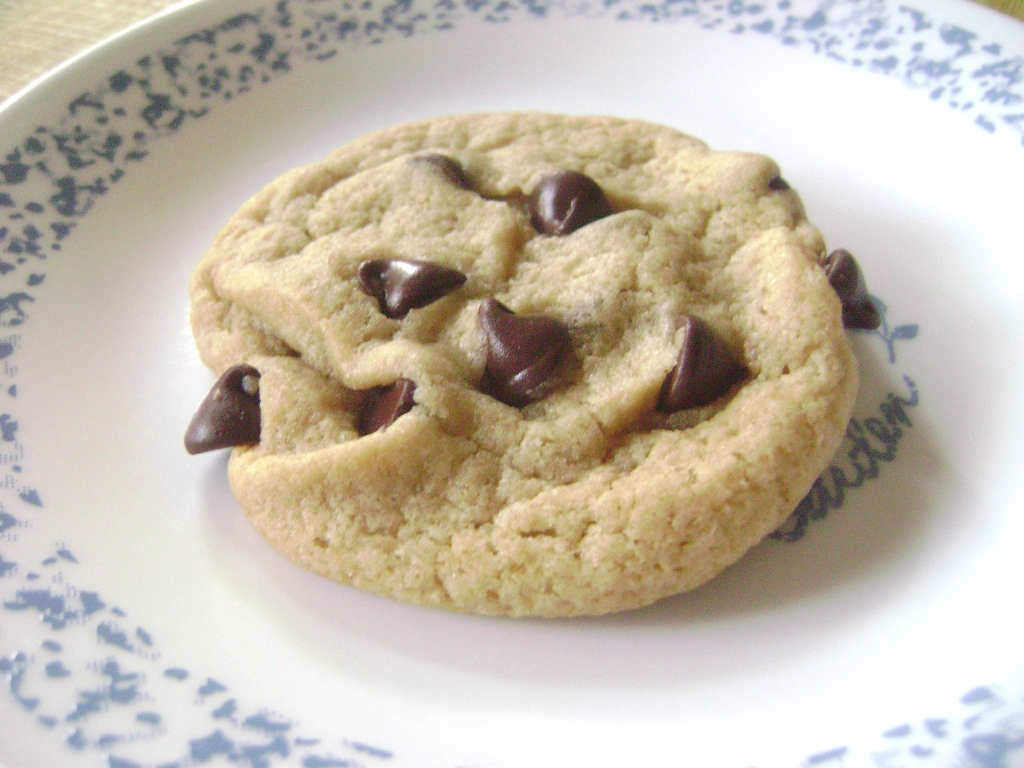
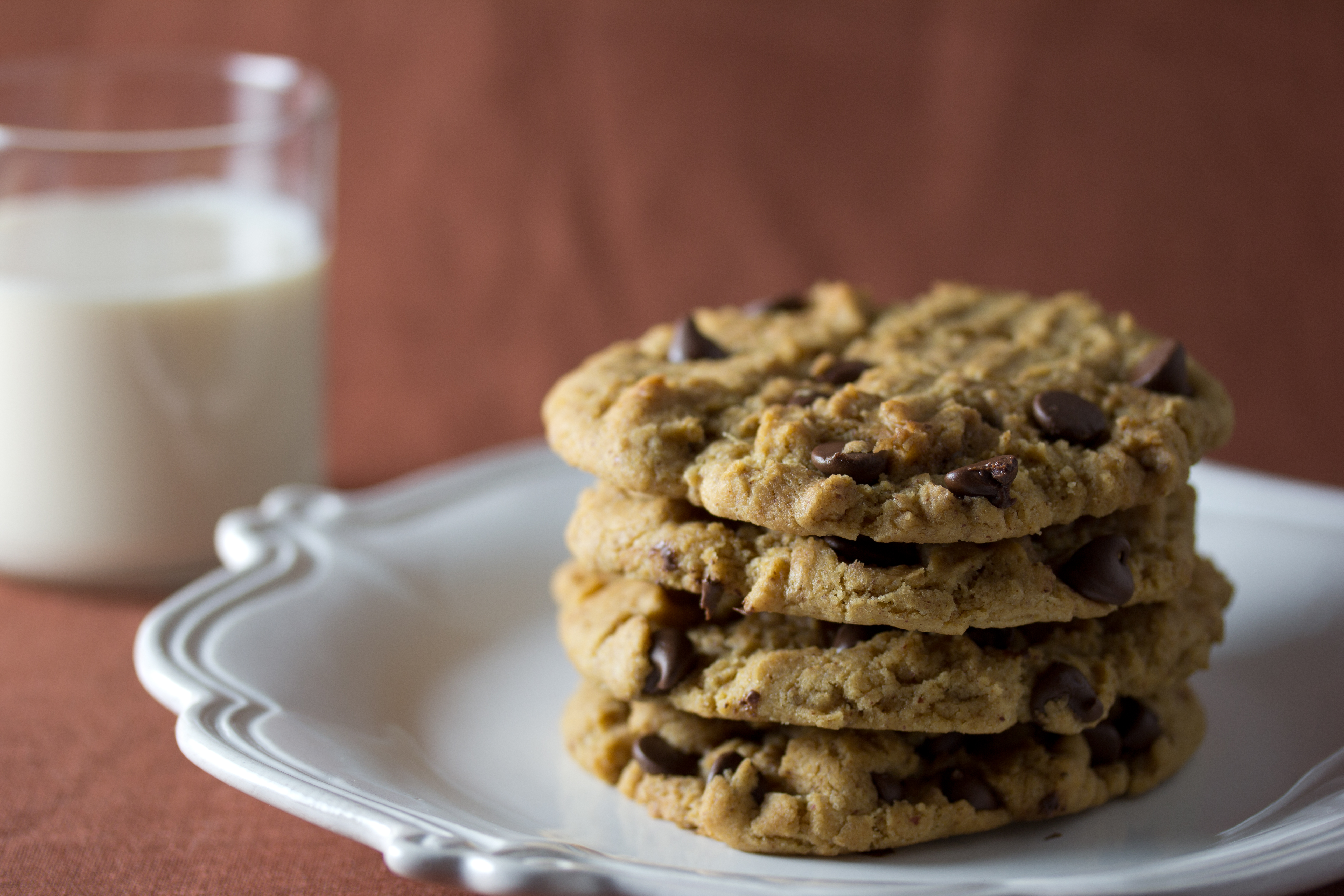
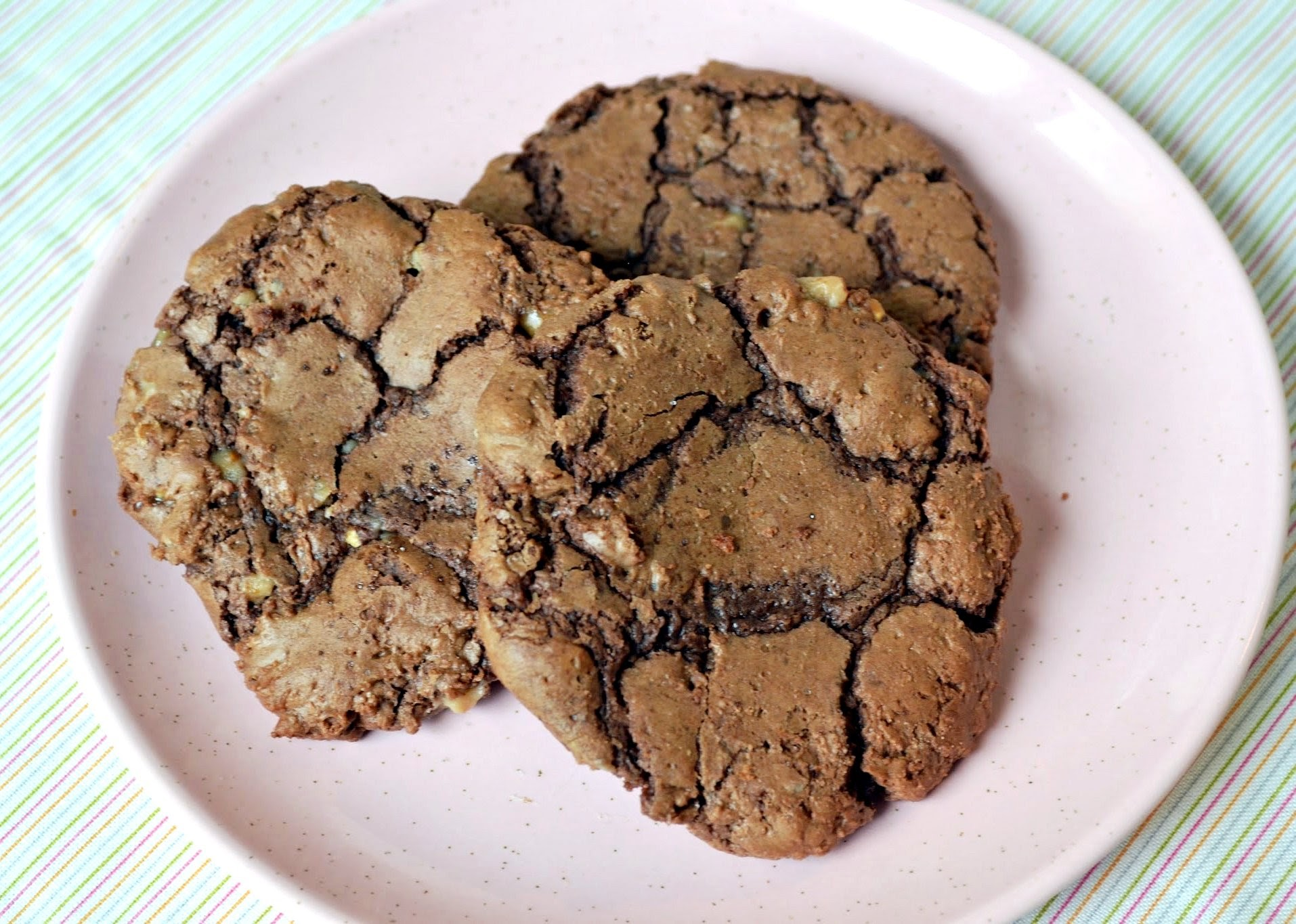
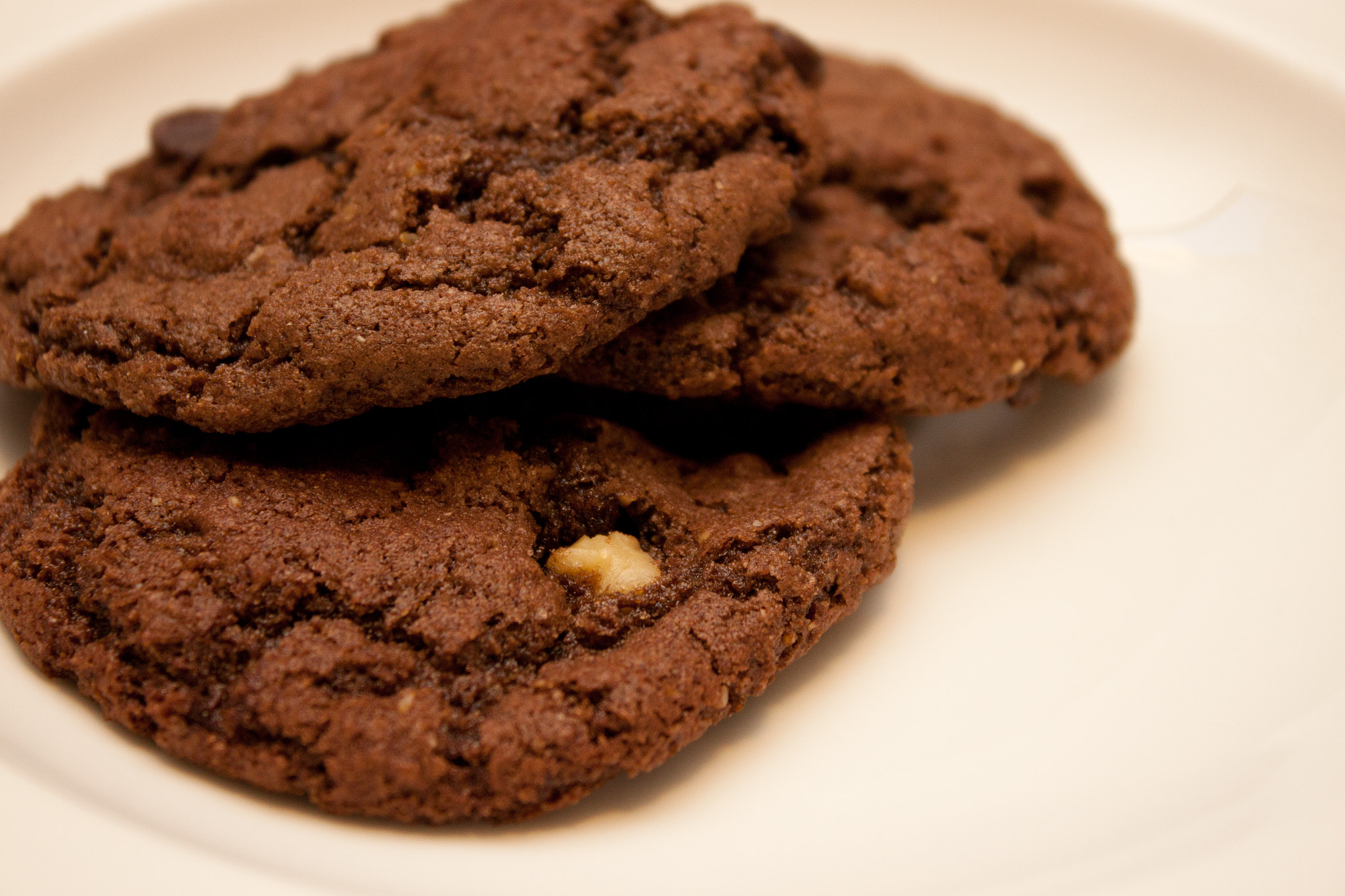
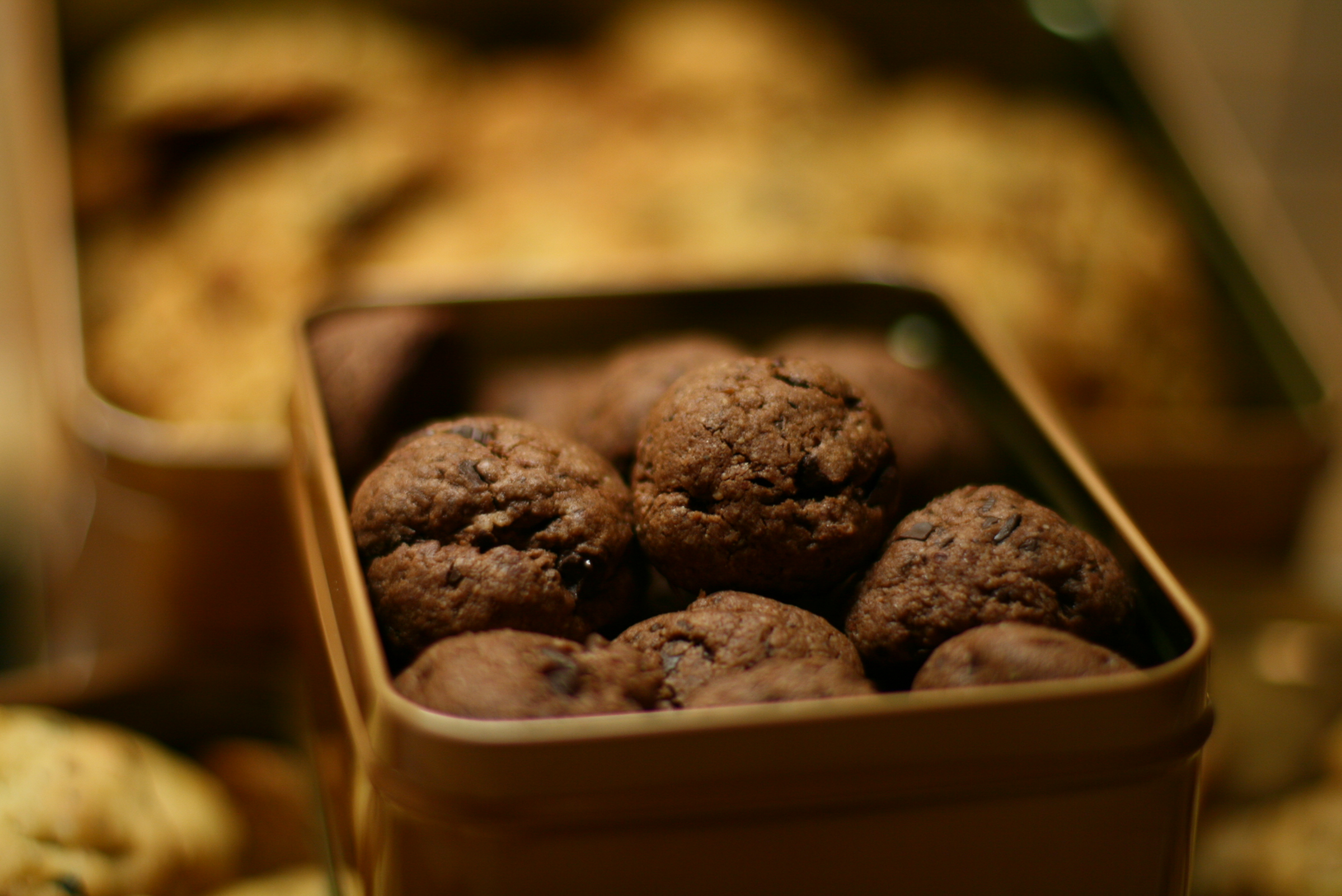
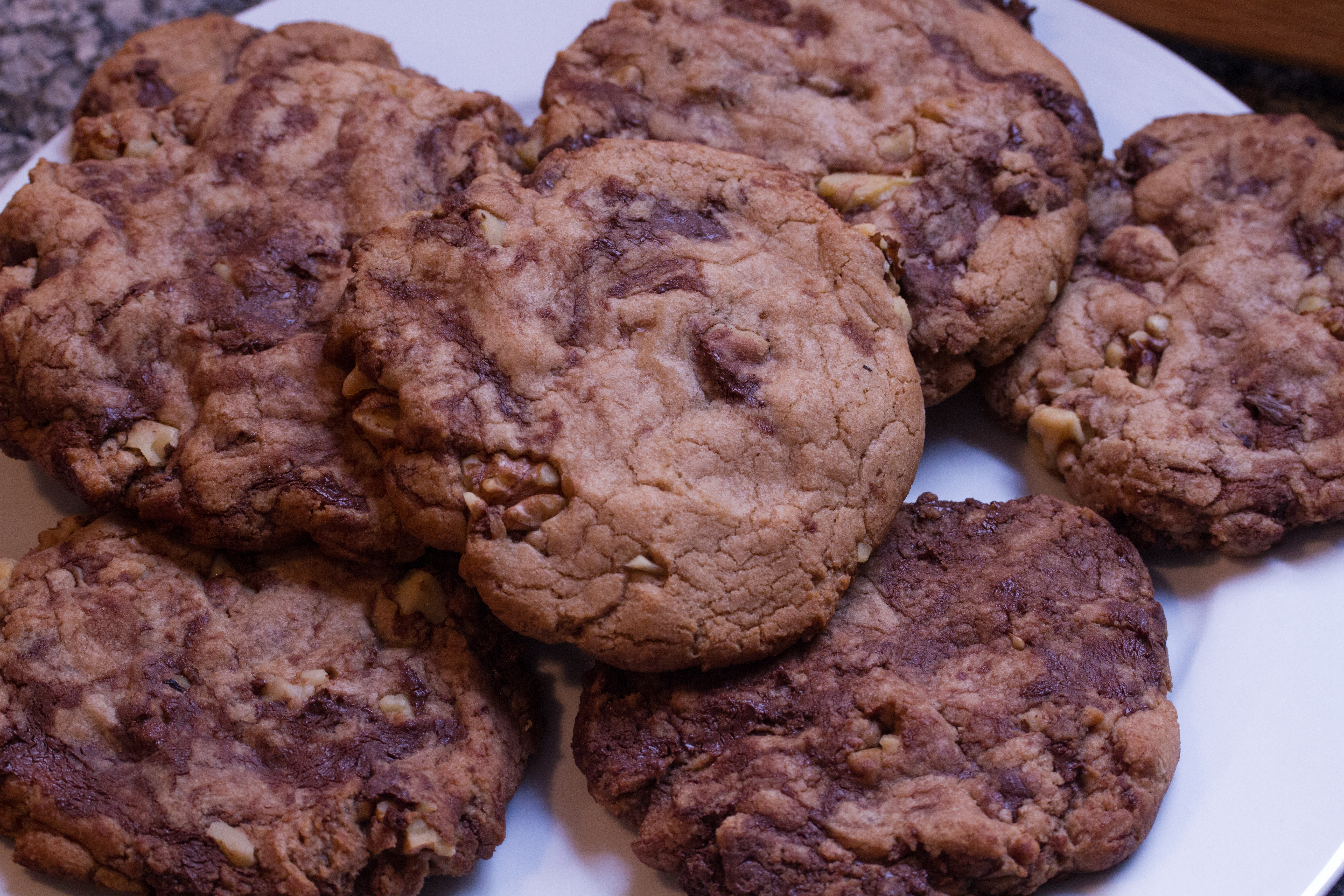

## اقرأ أيضًا
- كعيكة (الكوكي)
- كوكيز بزبدة الفول السودانى

## وصلات خارجية
- وصفة نستله تول هاوس كوكيز
- تاريخ الكعيكات برقائق الشوكولاتة نسخة محفوظة 7 نوفمبر 2008 at the Library of Congress